# V Gimnazjum w Warszawie
V Rządowe Gimnazjum Filologiczne w Warszawie – ośmioklasowe gimnazjum męskie z rosyjskim językiem wykładowym, mieszczące się początkowo w kamienicy na rogu Marszałkowskiej i Polnej, a po 1906 roku w nowym budynku u zbiegu Koszykowej i Wielkiej (dziś Lwowskiej). Dyrektorami gimnazjum byli m.in. A. Brzeziński, Kański, W. Choroszewski. Absolwentem gimnazjum był Władysław Tatarkiewicz, który w swoich wspomnieniach pisał:
Chodziłem do V Gimnazjum, które mieściło się na rogu Marszałkowskiej i Pięknej, w zwykłej kamienicy, z mieszkalnej przerobionej na szkołę, ciemnej i niewygodnej. Chodziłem przez 7 lat, a w pamięci zachowałem zaledwie parę obrazów: jednym jest obraz klasy, ciasnego pokoju z ławkami i tablicą, kilkunastu kolegami; innym jest obraz korytarza podczas pauzy. Wyraźnie pamiętam drogę do szkoły: z Krakowskiego na Piękną jechało się tramwajem, naturalnie konnym. Ale tak było tylko cztery razy w tygodniu, a dwa razy były lekcje polskiego o 8 rano: były to lekcje nieobowiązujące i odbywające się poza normalnym rozkładem godzin (...) Pamiętam też jak w ósmej klasie przygotowywaliśmy się wspólnie do matury: odbywało się to w mieszkaniu Eugeniusza Minkowskiego, później znakomitego paryskiego lekarza i filozofa (...). Kolegami mymi szkolnymi – poza Minkowskim, prymusem – byli też: Kazimierz Sosnkowski, późniejszy generał, bracia Kowalewscy, znani sportsmeni i wzory elegancji, Ryszard Chełmicki, słynny warszawski wodzirej, Czesław Poznański, adwokat i krytyk artystyczny, Kazimierz Oczesalski i Arkadiusz Fortkiewicz, obaj uzdolnieni lekarze, bardzo wcześnie zmarli, Michał Czarnota-Bojarski, późniejszy pracownik MSZ (...)